# Crucibulum striatum
Crucibulum striatum är en snäckart som beskrevs av Thomas Say 1824. Crucibulum striatum ingår i släktet Crucibulum och familjen toffelsnäckor. Inga underarter finns listade i Catalogue of Life.